# Symphonie no 2 de Khatchatourian
« Le Tocsin »
Pour les articles homonymes, voir Symphonie no 2.

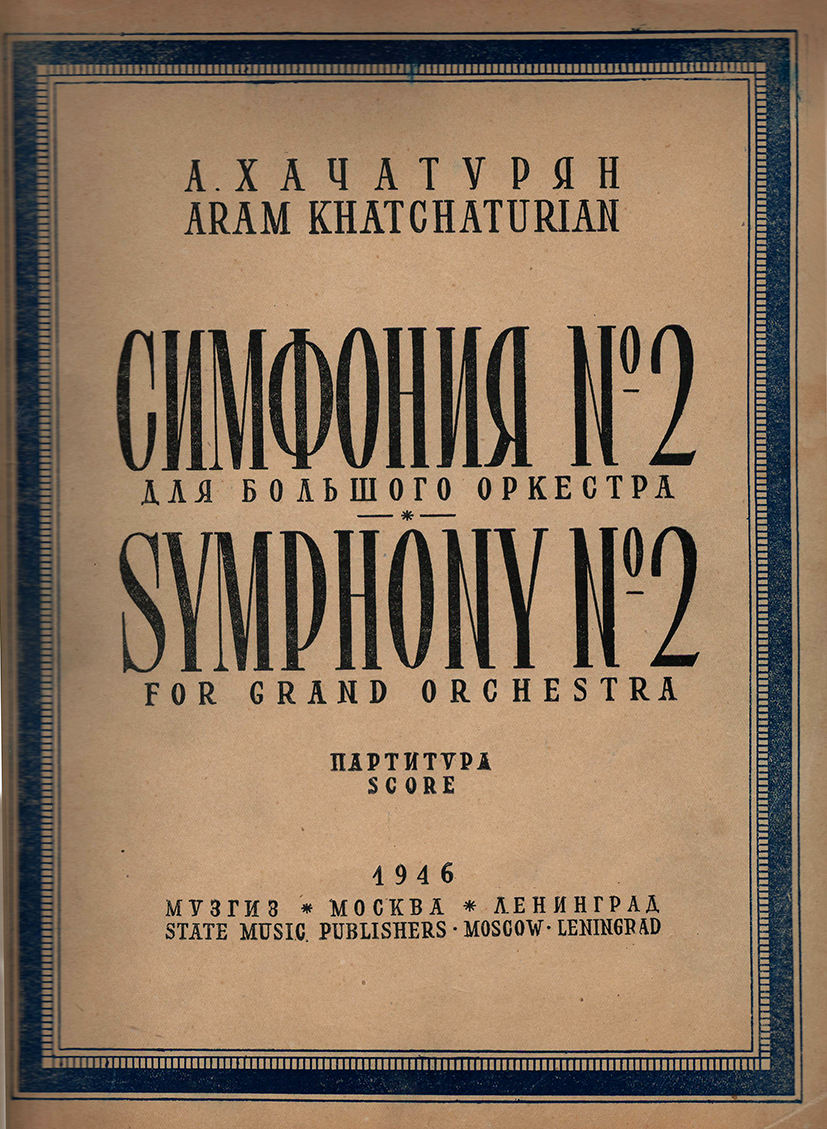
Affiche

La Deuxième symphonie  d’Aram Khatchatourian est la plus célèbre de ses trois symphonies. Écrite de juillet à septembre 1943, elle a été créée le 30 décembre 1943 à Moscou sous la direction de Boris Khaïkine. Elle a été révisée au début de 1944 et exécutée dans cette nouvelle version le 6 mars 1944, toujours à Moscou.
Monumentale et pathétique, c’est une symphonie « patriotique » et de guerre, proche dans l’esprit et le ton des Symphonie no 7 de Chostakovitch et Symphonie no 5 de Prokofiev. Contrairement aux symphonies no 1 et 3, elle est de coupe classique, possédant une structure en quatre mouvements d'une grande orthodoxie. Elle manque, de fait, du caractère fantasque et original de la Première, ici remplacé par une gravité de propos et une solennité un peu raides. Tout comme les symphonies de ses deux collègues, la composition évolue à travers conflits, défaites et victoires provisoires vers une fin triomphale - ici plutôt invocation que constat, étant donné l’année de la composition.
L’œuvre commence de façon inoubliable par une série d’accords violents et dissonants soutenus par des cloches, mélange de tocsin et de glas. Le retour périodique et toujours judicieux de ces accords dans la symphonie valent d’ailleurs à celle-ci le surnom « Les Cloches » ou pour être plus exact « Le Tocsin ».

## Structure
Elle comporte quatre mouvements et dure approximativement 50 minutes : 
1. Andante maestoso
2. Scherzo
3. Andante mosso
4. Allegro sostenuto maestoso

## Discographie sélective
Trois versions majeures de l'œuvre sont celles de l'Orchestre philharmonique de Vienne dirigé par Khatchatourian lui-même, celle de l'Orchestre symphonique d'État de l'URSS dirigé par Khatchatourian lui-même chez Melodiya, et celle de l'Orchestre national royal d'Écosse dirigé par Neeme Järvi. Cette dernière se montre plus sobre, mais use de la première version du Finale et non sa version révisée, parfois considérée comme plus fine.